# Eopenthes antennatus
Eopenthes antennatus là một loài bọ cánh cứng trong họ Elateridae. Loài này được Sharp miêu tả khoa học năm 1908.